# Bernard Day
Pour les articles homonymes, voir Day.
Bernard Cartmell Day (né en 1884 à Wymondham dans le Leicestershire et mort en 1934) est un électricien et un mécanicien britannique.

## Biographie
Il a étudié à la Wellingborough Grammar School, avant d'être engagé dans l'entreprise automobile Arrol-Johnston de Paisley. Il laissa son emploi à 23 ans pour participer à l'expédition Nimrod d'Ernest Shackleton, laquelle fut en 1908 la première a amener un engin motorisé pour l'exploration en Antarctique. L'engin, une voiture de quatre cylindres et 15 chevaux à refroidissement à air provenait de l'entreprise que Day quittait et été mis à disposition par William Beardmore, le soutien financier de l'expédition qui venait de sauver l'entreprise de la banqueroute,. L'utilité de l'engin serra mitigée puisque le froid extrême posa des problèmes au moteur et la neige glissante aux roues.
Il participa également à l'expédition Terra Nova de Robert Falcon Scott avec pour charge la maintenance d'un traîneau motorisé expérimental.